# Університет Лестера
 Університет Лестера або Лестерський університет (англ. University of Leicester) — державний дослідницький університет розташований в місті Лестер (Англія).
Університет зарекомендував себе як один з провідних дослідницьких університетів Великої Британії. Він відомий своїми досягненнями в різних галузях науки, освіти та досліджень та був названий університетом року у 2008 році журналом Times Higher Education. Університет Лестера є єдиним університетом, який отримував премію Times Higher Education сім років поспіль. У 2016 році університет посів 24-те місце у рейтингу The Complete University Guide та 32-ге у рейтингу The Guardian. У рейтингу REF 2014 Університет Лестера посів 49-те місце серед 126 університетів. У 2012 році QS World University Rankings розмістив Лестер на восьмому місці у Великій Британії за індексом цитування.

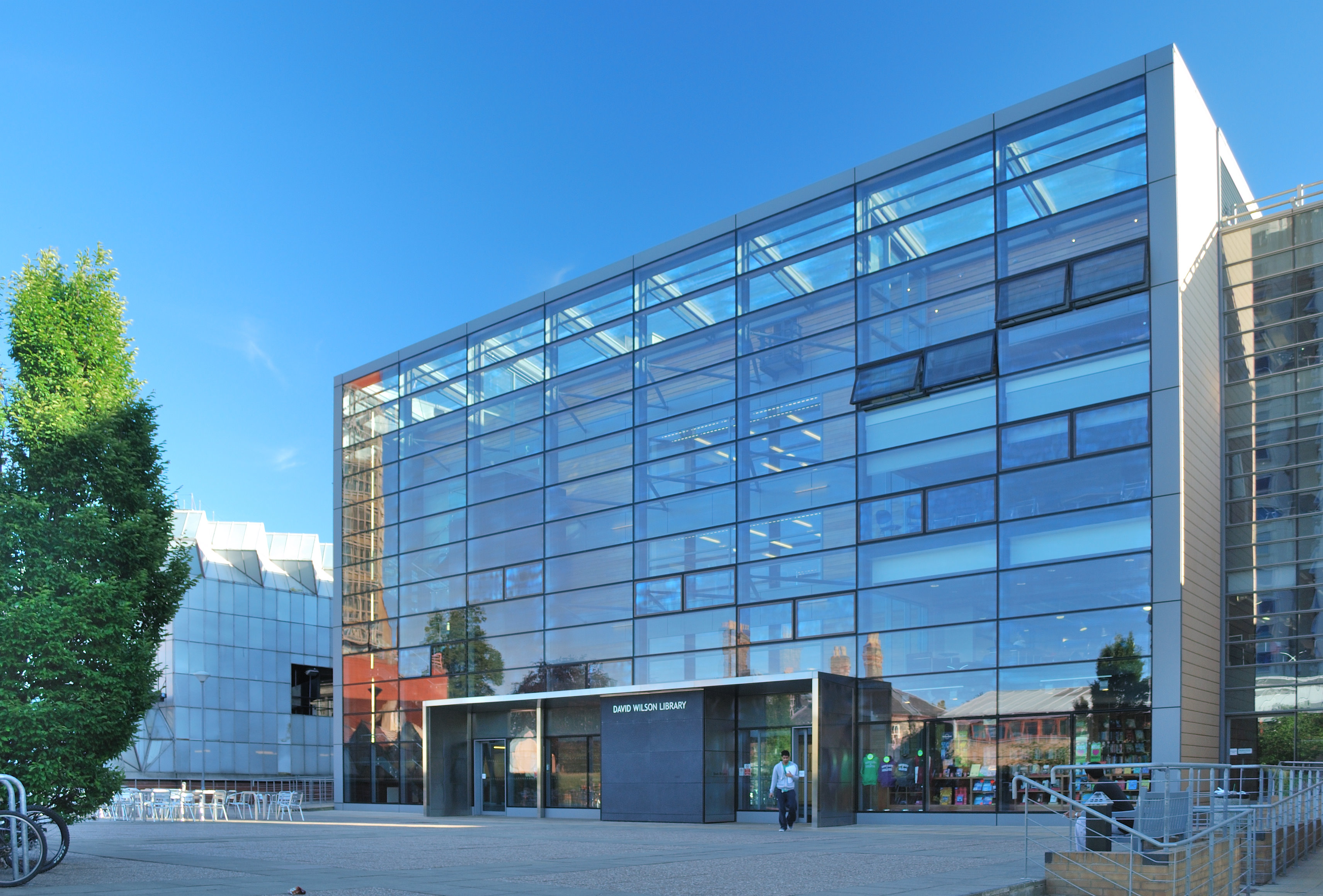
Бібліотека Девіда Вільсона

## Історія
Університет Лестера був заснований у 1921 році як Університетський коледж Лестершира та Ратленда. Ідея створення університету виникла після Першої світової війни як живий меморіал жертвам війни. Земельна ділянка для будівництва коледжу була подарована місцевим виробником текстилю Томасом Філдінгом Джонсоном. Це знайшло своє відображення у девізі університету Ut Vitam Habeant — «щоб мали життя».
У перші роки свого існування коледж пропонував обмежену кількість програм навчання, зосереджуючись на гуманітарних та природничих науках. Проте, завдяки наполегливій праці викладачів та підтримці місцевої громади коледж швидко розвивався та розширював спектр освітніх послуг. У 1927 році, коли коледж став Університетським коледжем Лестера, студенти складали іспити для отримання диплому Лондонського університету екстерном. 1957 року коледж отримав Королівську хартіюта став повноцінним університетом. 1963 року Університет Лестера виграв першу в історії телегру University Challenge.

## Структура
З 2009 року школи та факультети Лестерського університету були реорганізовані та об'єднані в чотири коледжі:
- Коледж мистецтв, наук про людину та права (College of Arts, Humanities and Law). Цей коледж об'єднує факультети, що займаються вивченням гуманітарних наук, мистецтва, історії, філософії, права та інших дисциплін, що стосуються людини та її культури.
- Коледж медицини, біологічних наук та психології (College of Medicine, Biological Sciences and Psychology). Цей коледж включає факультети, що спеціалізуються на медичних науках, біології, психології та інших суміжних дисциплінах.
- Коледж прикладних наук та інженерії (College of Science and Engineering). Цей коледж охоплює факультети, що займаються вивченням інженерних наук. математики, фізики, хімії, комп'ютерних наук та інших технічних дисциплін.
- Коледж соціальних наук (College of Social Sciences). Цей коледж об'єднує факультети, що спеціалізуються на соціології, економіці, політології, географії, кримінології та інших соціальних наук.